# Constantin Bakaleinikoff
Pour les articles homonymes, voir Bakaleinikov.
Constantin Romanovich Bakaleinikov (Константин Романович Бакалейников), né à Moscou (Empire russe) le 26 avril 1896 et mort à Los Angeles (États-Unis) le 3 septembre 1966, est un compositeur et chef d'orchestre américain d'origine russe.

## Biographie
Constantin Romanovich Bakaleinikov suit sa formation musicale au Conservatoire Tchaïkovski de Moscou. Il émigre aux États-Unis en 1926 pour échapper aux bolcheviques. Il est engagé comme chef d'orchestre à Hollywood, puis travaille en indépendant pour des producteurs avant d'être engagé par la RKO (1940- 19587).  Bakaleinikoff  a collaboré à la composition de plus de 40 musiques de film  et dirigé les orchestres pour les bandes sonores de plus de 325 films ; les musiques étaient composées par Roy Webb compositeur attitré des studios. Il était marié avec l'actrice du cinéma muet Fritzi Ridgeway. Il collaborera également avec le compositeur français, Paul Misraki, sur la musique du film Un cœur à prendre (Heartbeat) de Sam Wood, sorti en 1946.

## Filmographie partielle
- 1931 : Le Dirigeable (Dirigible) de Frank Capra
- 1939 : Mon mari court encore (Fast and Furious) de Busby Berkeley
- 1942 : La Féline (Cat People) de Jacques Tourneur
- 1943 : Voyage au pays de la peur (Journey Into Fear) de Norman Foster et Orson Welles
- 1943 : Gildersleeve on Broadway de Gordon Douglas
- 1943 : Petticoat Larceny de Ben Holmes (en)
- 1944 : Mon ami le loup (My Pal Wolf) d'Alfred L. Werker
- 1944 : La Malédiction des hommes-chats (The Curse of the cat people) de Robert Wise et Gunther von Fritsch
- 1944 : Adieu, ma belle (Murder, My Sweet) d'Edward Dmytryk
- 1945 : Deux Mains, la nuit (The Spiral Staircase) de Robert Siodmak
- 1945 : Pan-Americana de John H. Auer
- 1945 : Johnny Angel d'Edwin L. Marin
- 1946 : Détectives du Far West (Sunset Pass) de William Berke
- 1949 : Nous avons gagné ce soir (The Set-Up) de Robert Wise et John Indrisano
- 1949 : La Charge héroïque (She Wore a Yellow Ribbon) de John Ford
- 1949 : J'ai épousé un hors-la-loi (Bad Men of Tombstone)
- 1950 : Born to Be Bad de Nicholas Ray
- 1952 : Le démon s'éveille la nuit (Clash by Night) de Fritz Lang

## Nominations
Oscar de la meilleure musique de film
- 1938 : Hollywood Hollywood (Something to Sing About, 1937) de Victor Schertzinger
- 1944 : Nid d'espions (The Fallen Sparrow, 1943) de Richard Wallace (nommé avec Roy Webb)
- 1945 : Amour et Swing (Higher and Higher, 1943) de Tim Whelan
- 1945 : Rien qu'un cœur solitaire (None but the Lonely Heart, 1944) de Clifford Odets (nommé avec Hanns Eisler)